# Hooggerechtshof van Pennsylvania
Het Hooggerechtshof van Pennsylvania (Supreme Court of Pennsylvania) is het hoogste rechtsprekende lichaam van de Amerikaanse deelstaat Pennsylvania. De rechtbank heeft zeven rechters en de zittingen vinden plaats in Philadelphia, Pittsburgh en Harrisburg.
De oorspronkelijke grondwet van Pennsylvania, opgetekend door William Penn, voorzag in een provinciale rechtbank onder direct gezag van de Britse gouverneurs. Het parlement wilde echter de Trias Politica toepassen en dus de rechterlijke macht onafhankelijk maken. De eerste stappen hiervoor werden gezet in 1701 toen de zogenaamde Judiciële Wet (Judicial Bill) werd ingevoerd. In 1722 had de Britse gouverneur extra geld nodig; het parlement stemde toe de belastingen te verhogen in ruil voor een totaal onafhankelijk hooggerechtshof.
Met zijn oprichting in 1722 is dit onafhankelijke gerechtshof 67 jaar ouder dan het Federale Hooggerechtshof, en daarmee de eerste onafhankelijke rechtbank in de Verenigde Staten van Amerika met de bevoegdheid om de wetten van een gekozen parlement ongrondwettelijk te verklaren.